# Bangueses
Bangueses (llamada oficialmente San Miguel de Bangueses) es una parroquia del municipio español de Verea, en la provincia de Orense, Galicia.

## Historia
Hacia mediados del siglo XIX, la parroquia, ya por entonces perteneciente a Verea, tenía contabilizada una población de 314 habitantes. Aparece descrita en el tercer volumen del Diccionario geográfico-estadístico-histórico de España y sus posesiones de Ultramar de Pascual Madoz con las siguientes palabras:

BANGUESES (San Miguel): felig. en la prov. y dióc. de Orense (6 leg.), part. jud. de Bande (1 1/2) y ayunt. de Verea (3/4); sit. á la falda N. de la sierra de Penagache; su clima es frio y contribuye á las fiebres y pulmonias, que aunque no muy frecuentes, son las enfermedades dominantes; unas 70 casas, forman dos grupos ó poblaciones diseminadas, Bangueses de Abajo y Bangueses de Arriba. La igl. parr. (San Miguel) está servida por un curato de primer ascenso y de presentacion ecl.: hay dos ermitas ó capillas, la una de propiedad particular y la otra del comun de vec. El térm. confina con el municipio de Lobera y con la felig. de San Bartolomé de Fraga, asi como con el inmediato reino de Portugal, interpuesta ó formando limite la indicada sierra de Penagache. El terreno en lo general montañoso, se presta en parte al cultivo; le baña el riach. Piago, que tiene origen de las fuentes que brotan en este térm. y de las vertientes de sus montes Frange, Portacoba y sierra de Rabela: los caminos locales estan abandonados y no menos el que desde Fraga se dirige á Ribadavia: el correo lo recibe en la cap. del part.: prod. centeno, patatas, maiz, algun lino, pocas legumbres y vino flojo: cria ganado vacuno, caballar, mular, lanar y de cerda; hay caza de perdices, conejos y liebres; pobl.: 70 vec., 314 alm.; contr. con su ayunt. (V.).
(Madoz, 1846, p. 348)

## Organización territorial
La parroquia está formada por dos entidades de población:
- Bangueses de Abaixo
- Bangueses de Arriba

## Demografía
| Gráfica de evolución demográfica de Bangueses entre 2000 y 2023 |
|                                                                 |
| Datos según el nomenclátor publicado por el INE.                |